# ADC Cirrus
L'ADC Cirrus est une gamme de 3 moteurs d'avion britanniques fabriqués à partir de pièces issues des surplus de Renault par l'Aircraft Disposal Company (ADC) dans les années 1920.
Les moteurs étaient des quatre cylindres en ligne refroidis par air. Ils étaient notamment utilisés pour les avions légers.

## Conception et développement
Le moteur Cirrus est né de la volonté de Geoffrey de Havilland en 1924 de trouver un moteur adapté à un biplan sportif léger à deux places qui allait devenir le de Havilland Tiger Moth. Aucun moteur adapté n’existait à l’époque, offrant à la fois un niveau de puissance pertinent et un poids léger. L'entreprise ADC, également connue sous le nom d'Airdisco, produisait le Airdisco V8 à faible coût qui avait été développé par Frank Halford à partir de leurs importants stocks de moteurs d'avion Renault V8 fabriqués pendant la 1ère Guerre mondiale. De Havilland s'est rendu compte que la moitié de ce moteur permettrait de produire un moteur quatre cylindres en ligne refroidi par air, de taille idéale et à faible coût. Il a persuadé Halford d'entreprendre sa conception et son développement.
Les cylindres, les pistons, les bielles et les engrenages ont été repris à partir des moteurs Renault, le système de soupapes était basé sur l'Airdisco, et un nouveau vilebrequin à cinq paliers et un carter en fonte ont été conçus. Il est devenu le premier moteur Cirrus et le premier moteur d'avion à quatre cylindres en ligne refroidi par air à être fabriqué en série.
Les moteurs ADC Cirrus d'origine ont tous été conçus par Halford et construits par ADC. Le Cirrus I de 65 chevaux impériaux (48,5 kW) a passé sa qualification de type en réussissant un test de 50 heures en 1925. De Havilland a lancé son produit sous le nom de Cirrus Moth et allait devenir un grand succès. Le moteur allait bientôt être adapté à d'autres avions. Des versions ultérieures appelées Cirrus II et Cirrus III ont été produites, chacune avec une cylindrée et une puissance légèrement supérieures (Cirrus II - 85 ch, Cirrus III - 90 ch),.
ADC a cessé sa production lorsqu'elle a manqué de surplus de moteurs Renault vers 1928.

### Fabrication ultérieure
Lorsque l'ADC fut à court de pièces, la fabrication du Cirrus III fut reprise par Cirrus Aero Engines.
Le Cirrus III a également été adapté et amélioré par Cirrus Engines aux USA, qui l'a fabriqué sous licence,.

## Variantes

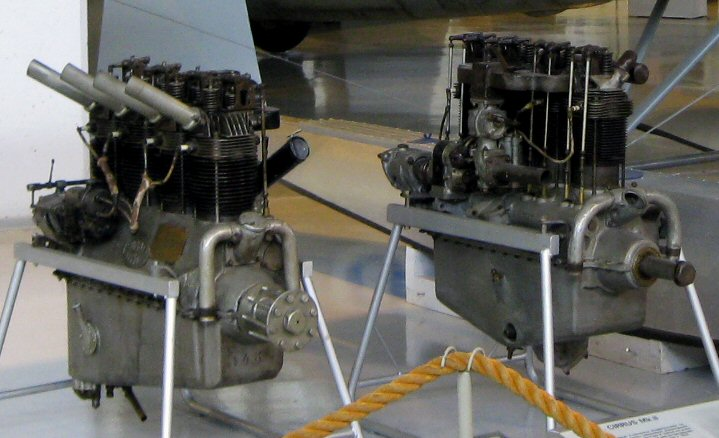
Moteur Cirrus III à droite

Cirrus I
(1925)
Cirrus II
(1926)
Cirrus III
(1929)

## Applications
Ce passage est tiré de la Liste de Lumsden sauf indication contraire. La liste comprend des installations d'essai dans lesquelles un moteur différent a été principalement adopté.

### Cirrus

#### Cirrus I
- Avro Avian
- Wesland Wigeon

#### Cirrus II
- Avro Avian
- De Havilland DH.82 Tiger Moth

#### Cirrus III
- Avro Avian
- Simmonds Spartan
- De Havilland DH.82 Tiger Moth
- Spartan Arrow

## Moteurs exposés
- Un ADC Cirrus II préservé est exposé au Science Museum de Londres.